# Chaspuzac
Chaspuzac là một xã thuộc tỉnh Haute-Loire nam trung bộ nước Pháp. Xã Chaspuzac nằm ở khu vực có độ cao trung bình 869 mét trên mực nước biển.